# 13520 Félicienrops
13520 Félicienrops eller 1990 VC6 är en asteroid i huvudbältet som upptäcktes den 15 november 1990 av den belgiske astronomen Eric W. Elst vid La Silla-observatoriet. Den är uppkallad efter konstnären Félicien Rops.
Asteroiden har en diameter på ungefär 7 kilometer